# Синтетизм

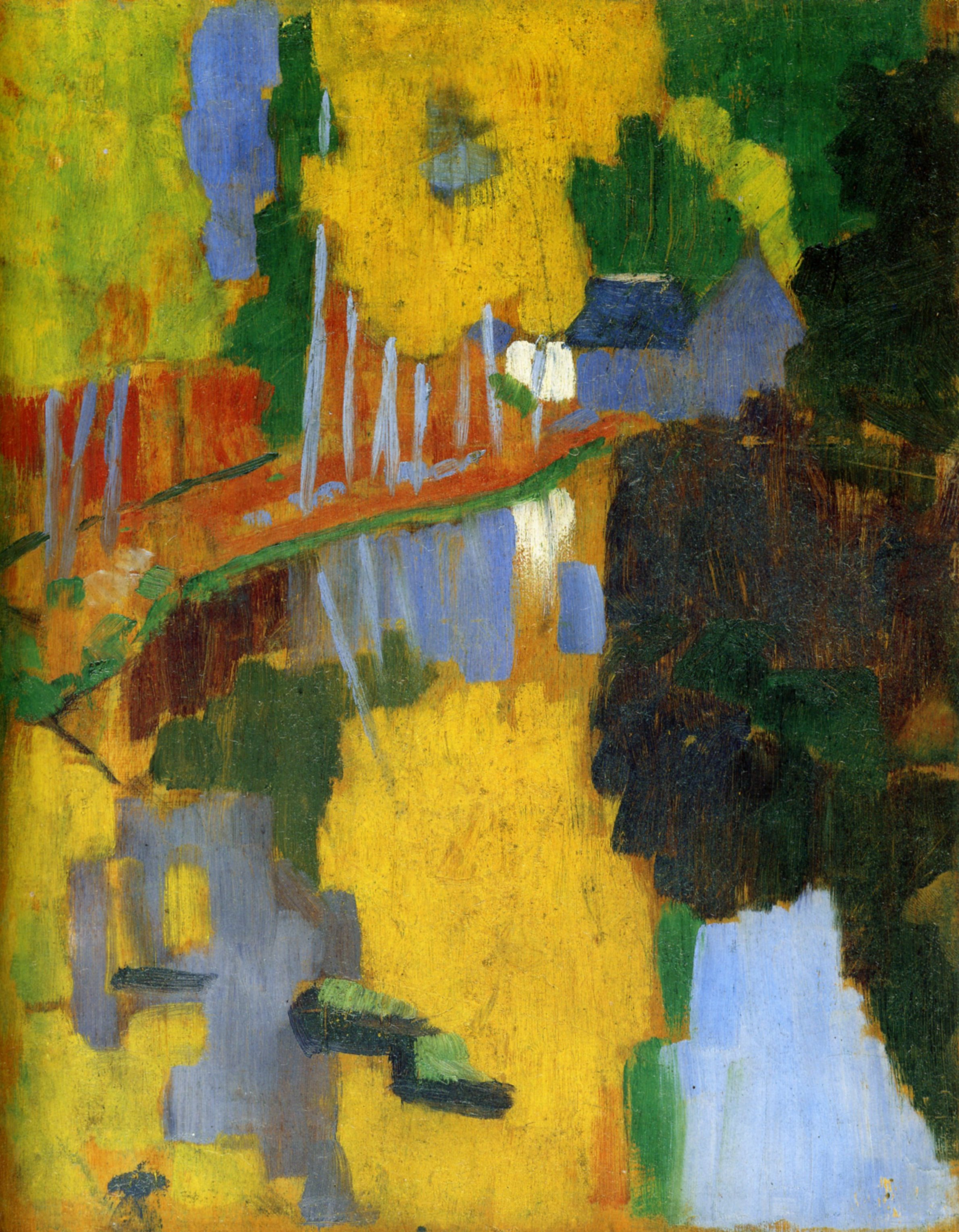
Талісман, Поль Серюзьє, одна з головних праць школи синтетистів

Синтетизм — це термін, який використовують постімпресіоністи, такі як Поль Ґоґен, Еміль Бернар і Луї Анкетен, щоб відрізнити свої роботи від імпресіонізму. Раніше синтетизм був пов'язаний з клуазонізмом, а пізніше з символізмом. Термін походить від французького дієслова synthétiser (синтезувати або поєднувати, щоб утворити новий складний продукт).

## Історія
Поль Ґоґен, Еміль Бернар, Луї Анкетен та інші започаткували цей стиль наприкінці 1880-х і на початку 1890-х років.
Художники-синтетисти мали на меті синтезувати три особливості:
- Зовнішній вигляд природних форм.
- Почуття художника до свого сюжету.
- Чистота естетичних міркувань лінії, кольору і форми.

У 1890 році Моріс Дені узагальнив цілі синтетизму так:
Варто пам’ятати, що зображення, перш ніж бути бойовим конем, оголеною жінкою чи якимось анекдотом, по суті є плоскою поверхнею, вкритою кольорами, зібраними в певному порядку.
Термін вперше був використаний у 1877 році для розмежування наукового та натуралістичного імпресіонізму, а також у 1889 році, коли Ґоґен та Еміль Шуффенекер організували Exposition de peintures du groupe impressioniste et synthétiste (Виставка живопису групи імпресіоністів і синтетистів) у Café Volpini на Всесвітній виставці в Парижі. Плутану назву помилково пов'язують з імпресіонізмом . Синтетизм підкреслював двовимірні плоскі візерунки, чим відрізнявся від імпресіоністського мистецтва та теорії.

## Картини синтетизму

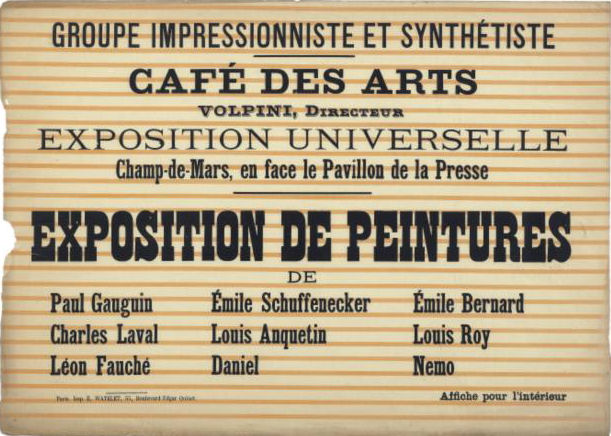
Плакат виставки картин групи імпресіоністів і синтетистів 1889 року в Café des Arts, відомої як Виставка Вольпіні, 1889 рік.

- Поль Серюзьє Талісман (Bois d'amour) (1888)
- Поль Ґоґен Бачення після проповіді (1888), Прекрасна Анжель (1889), Втрата невинності (1890)
- Еміль Бернар Жнива гречки (1888)
- Шарль Лаваль Виходити на ринок (1888)
- Куно Аміє Бретонська прядилка (1893)

## Галерея

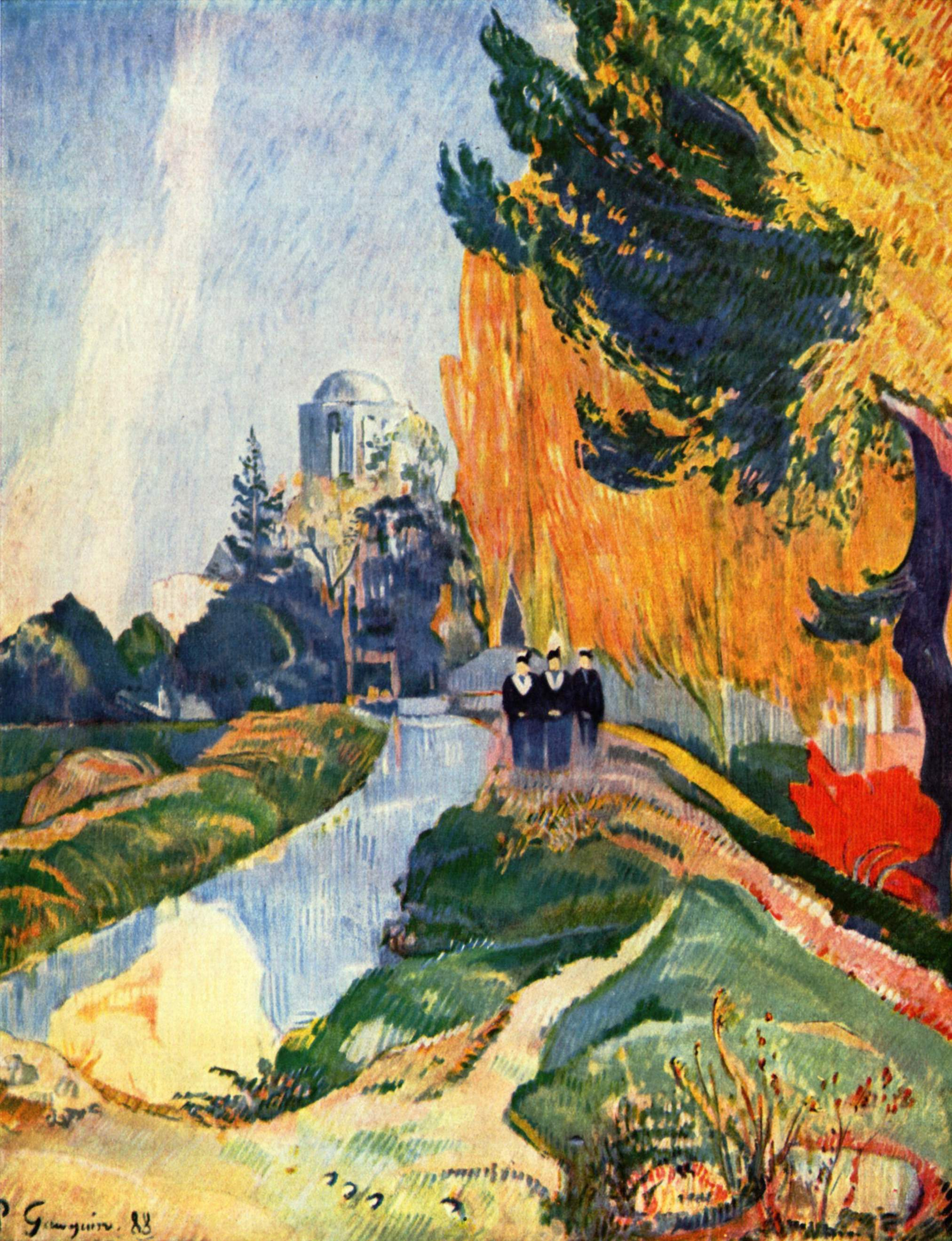
Поль Ґоґен, Аліскампи, (1888), Музей д'Орсе, Париж
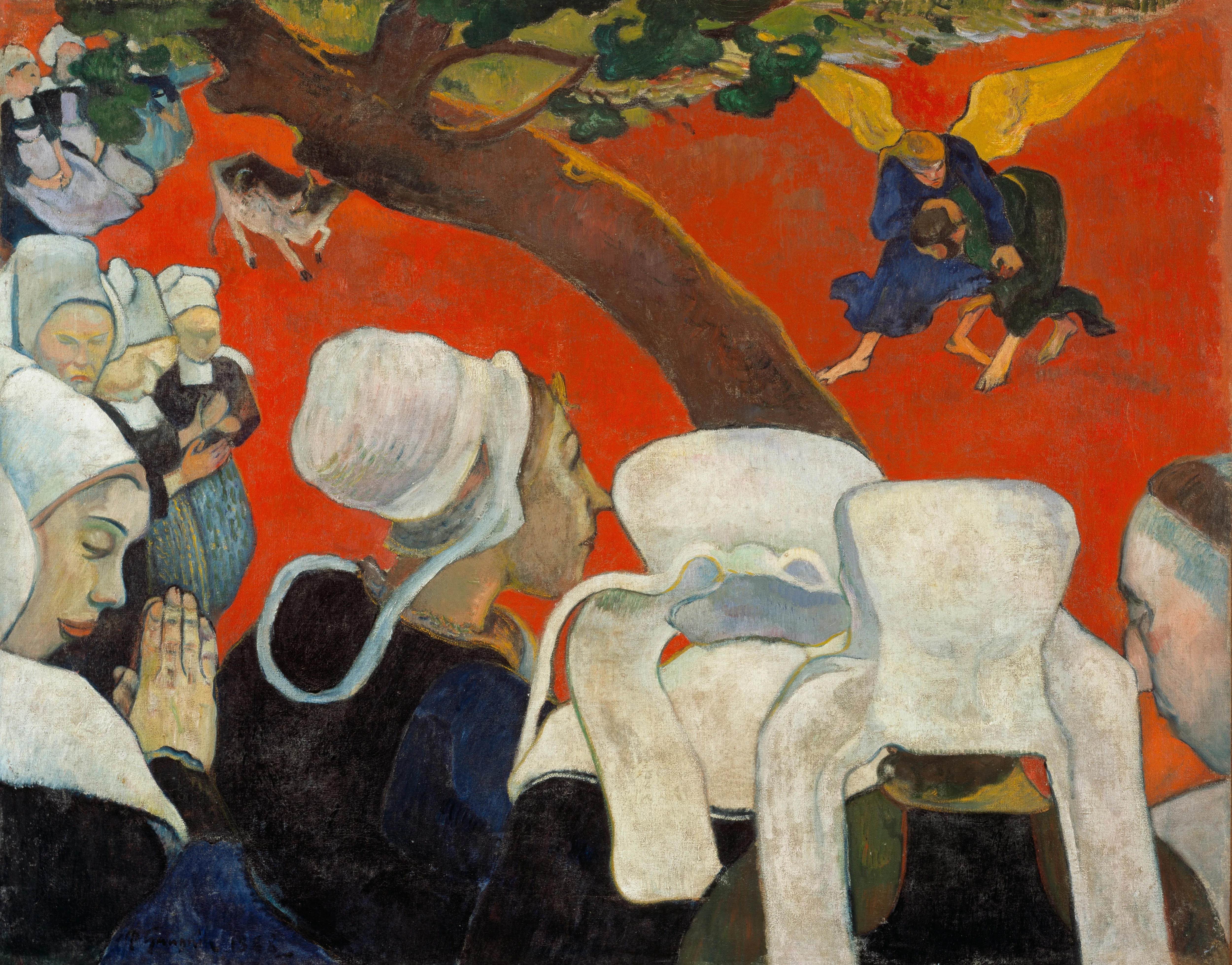
Поль Ґоґен, Бачення після проповіді[en] , 1888 рік.
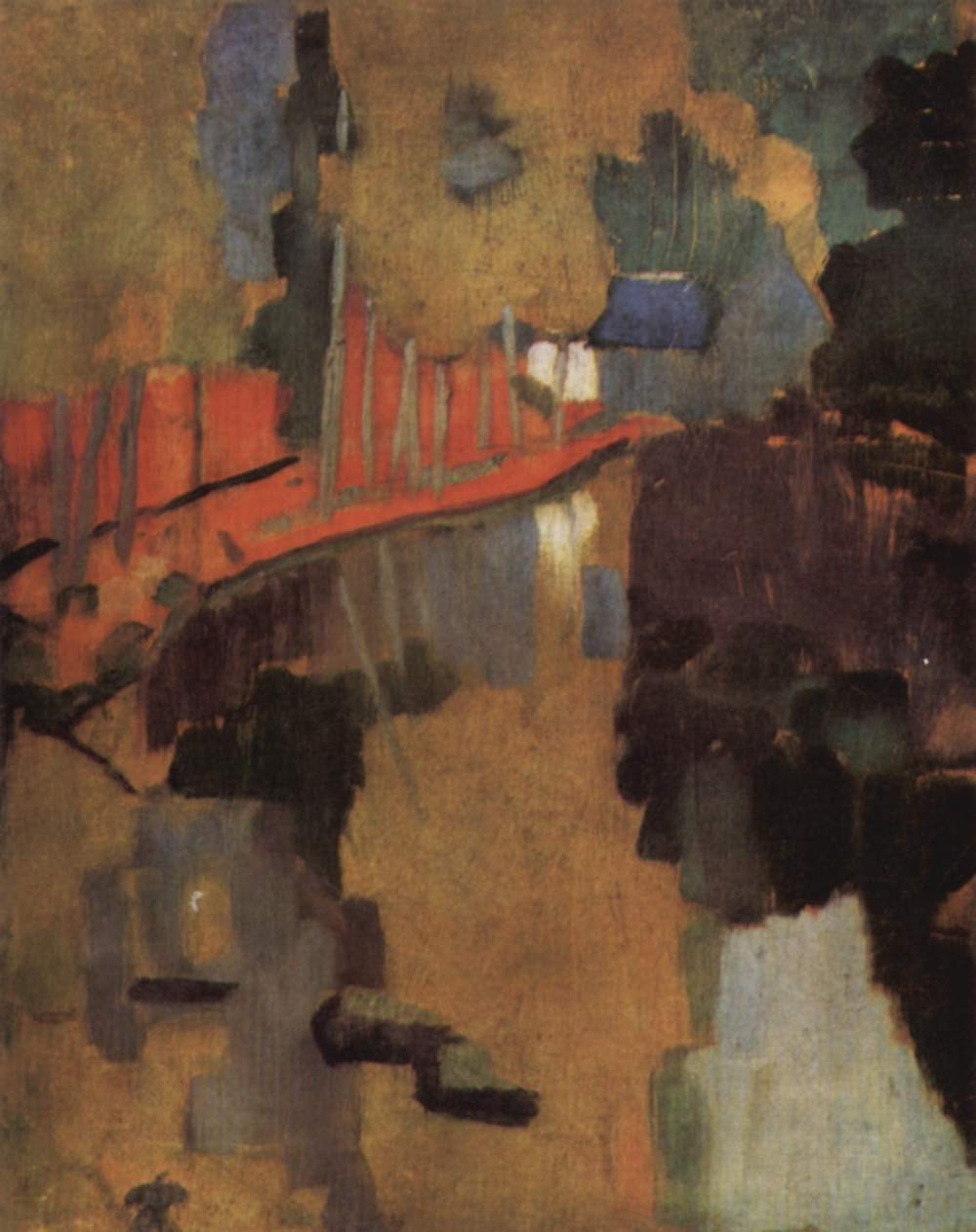
Поль Серюзьє[en], Талісман (з лісовим пейзажем кохання в Понт-Авені) 1888
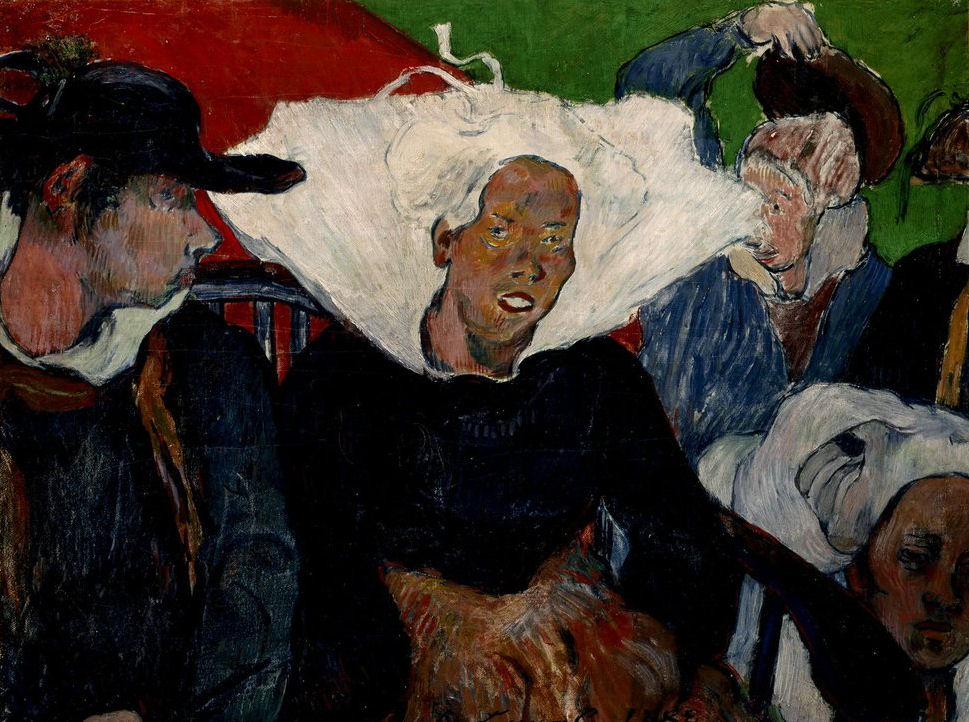
Чарльз Лаваль[en], Виїзд на ринок, Бретань, 1888, Музей мистецтв Індіанаполіса
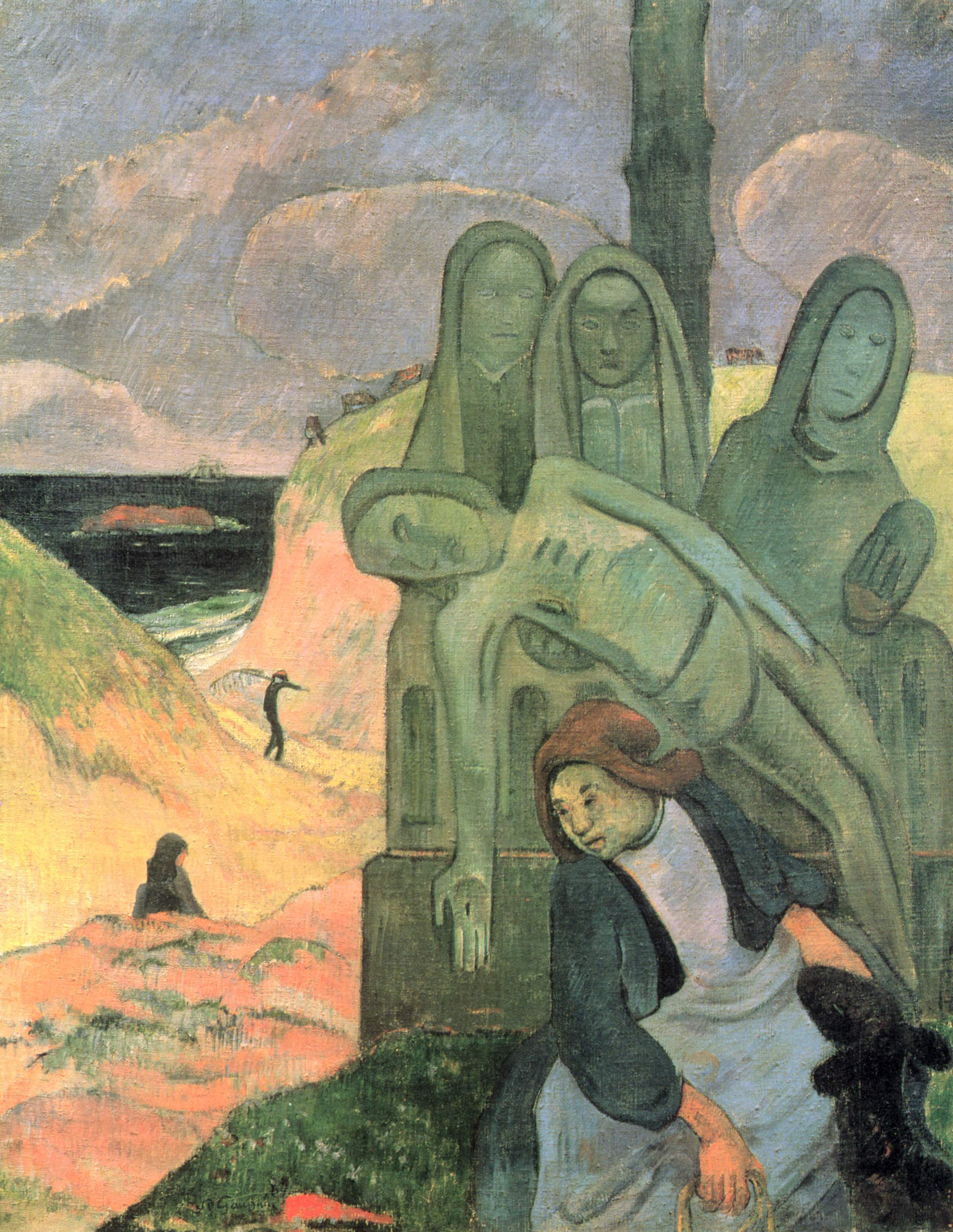
Поль Ґоґен, Зелений Христос[en], 1889
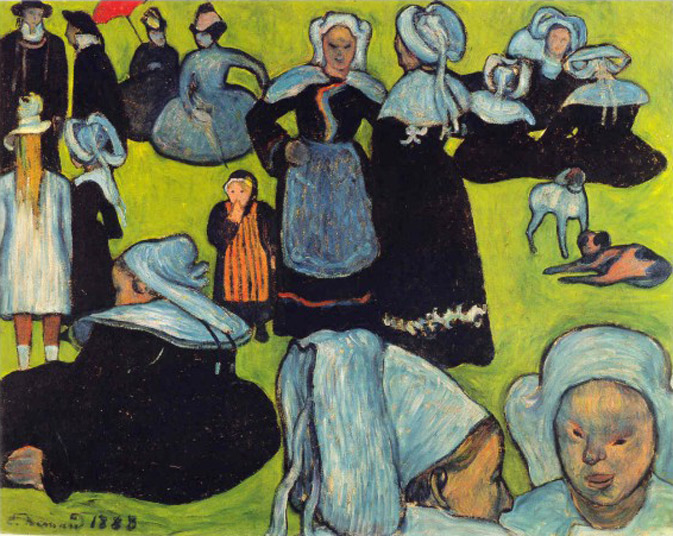
Еміль Бернар, Бретонські жінки на лузі , Серпень 1888. Бернар обмінявся цим із Ґоґеном, який привіз його до Арля восени 1888 року, коли приєднався до Ван Ґоґа, який любив цей стиль. Ван Ґоґ написав копію аквареллю, щоб повідомити про це свого брата Тео.
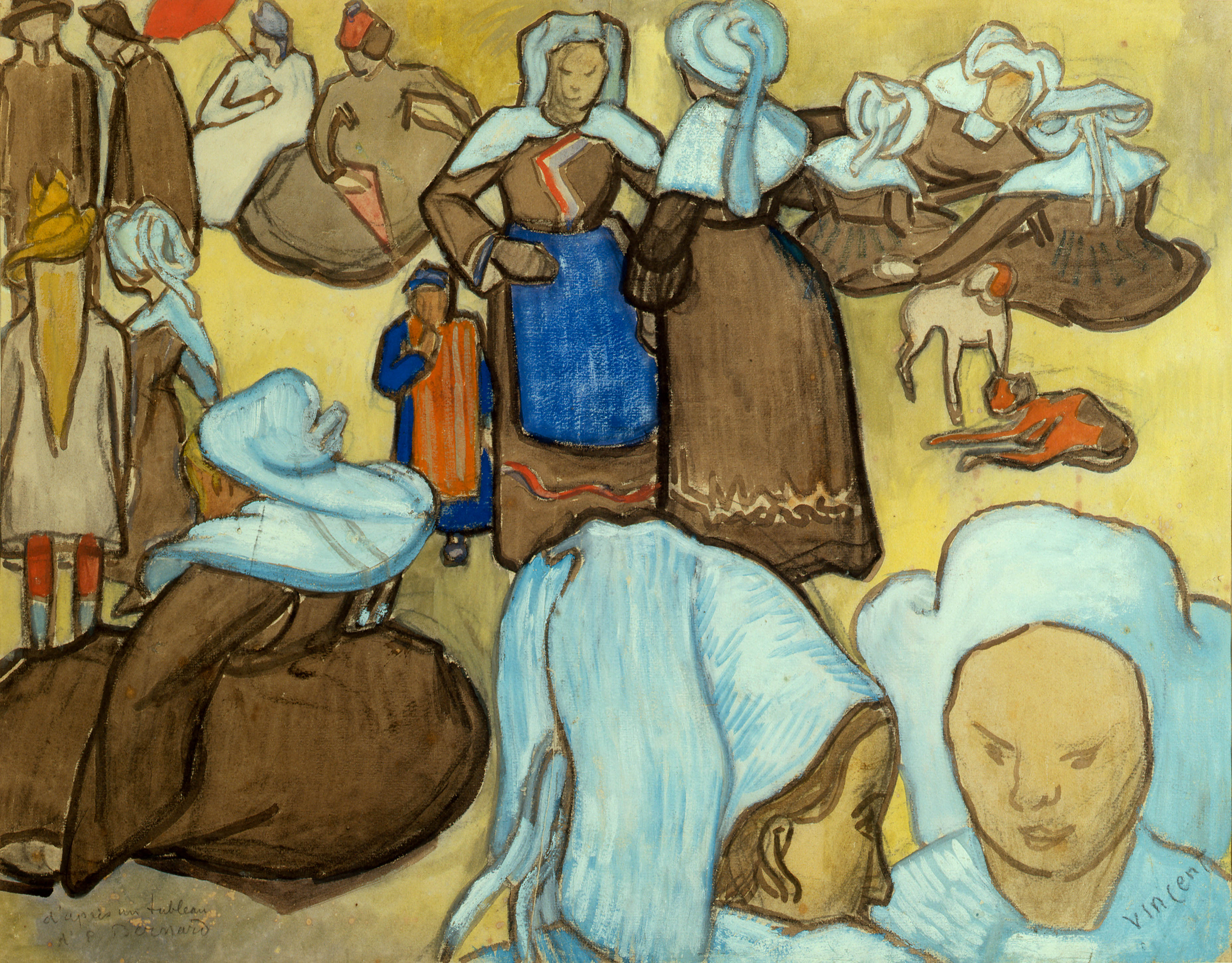
Вінсент Ван Гог, Бретонські жінки та діти, листопад 1888 (акварель за Бернаром).
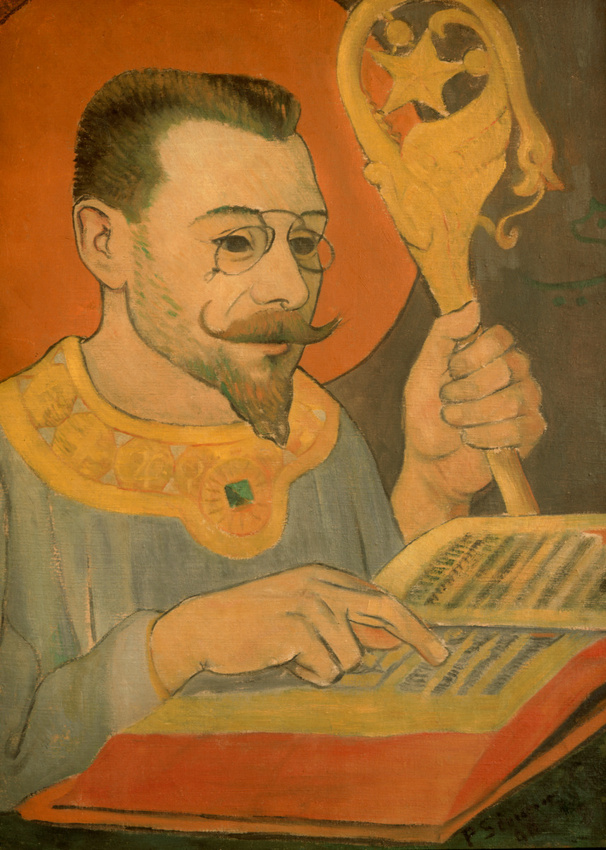
Портрет[en] Поля Ренсона роботи Поля Серюзьє[en], 1890 р., Музей д'Орсе, Париж
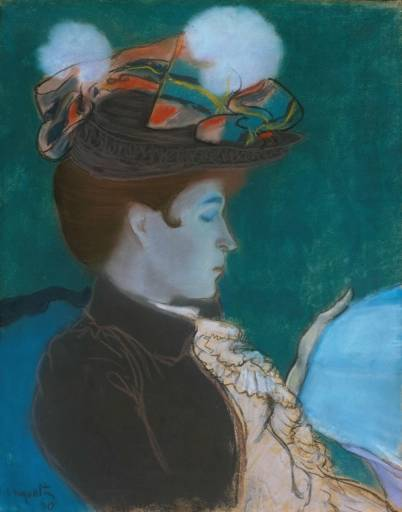
Луї Анкетен[en], «Читаюча жінка», 1890